# Peenestrom

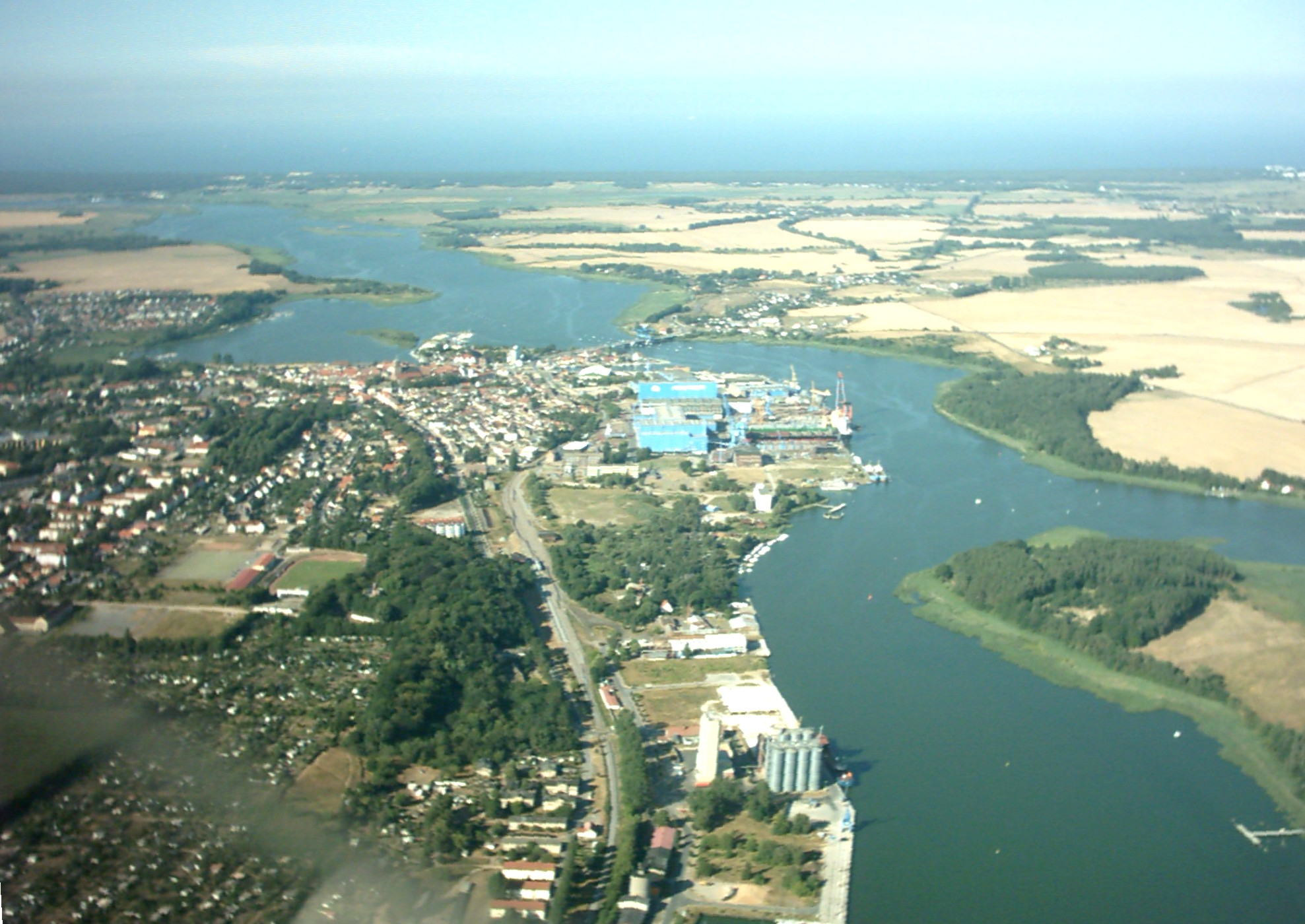
Peenestrom tại Wolgast

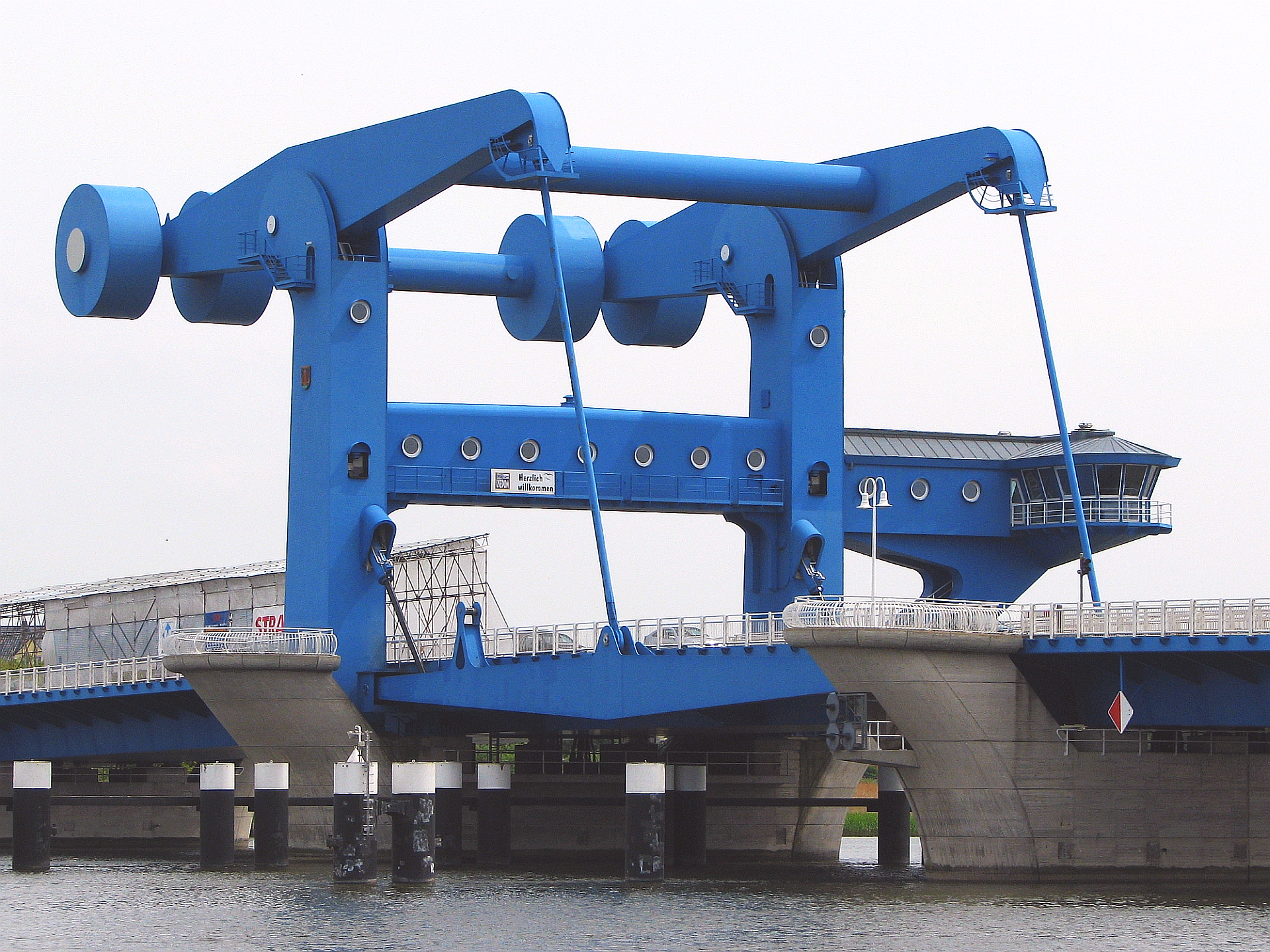
Cầu cơ sở trên Peenestrom

Peenestrom là một eo biển hoặc sông ở Mecklenburg-Vorpommern, Đức. Nó dài 20 km và là điểm kết nối cực tây của đầm phá Szczecin (cùng với wina và Dziwna) với biển Baltic. Do đó, đây cũng là một trong ba phân phối của Oder.